# Franjo Klaić
Franjo Klaić (Garčin kraj Slavonskoga Broda, 13. studenog 1819. – Zagreb, 16. svibnja 1887.) hrvatski pedagog i pedagoški pisac.

## Životopis
Franjo Klaić je rođen 1819. godine u Garčinu. Njegov otac je ondje bio državni podučitelj u trivijalki pa je Franjo ondje započeo svoje školovanje. Tu je pod nadzorom svoga oca počeo i učiteljevati, a 1836. godine postao je školskim pomoćnikom u Otoku gdje se pokazao kao izvrstan pedagog. Kao narodni učitelj u gradiškoj pukovniji odlazi u Beč kako bi se na pedagoškom zavodu sv. Ane usavršio za učiteljsko zvanje. Ondje je stekao i znanje o podučavanju gluhonijeme i slijepe djece. Po povratku iz Beča postao je trivijalnim učiteljem. Službovao je u Vinkovcima, gdje je kao vrstan učitelj predavao metodiku općinskim učiteljima. Uz to je na vinkovačkom vojnom zavodu, koji je odgajao pisare i mlađe podčasnike predavao, povijest i krasopis. S dopuštenjem c. kr. Vojnog ministarstva Klaić je postao učitelj na višoj elementarnoj školi, a kasnije na maloj realki u Varaždinu. Godine 1860. odlazi u Zagreb, gdje je obnašao službu ravnatelja pučkih škola i djevojačkih škola te zagrebačke preparandije. Zaslužan je i za osnivanje Više djevojačke škole u Zagrebu. Godine 1886. podijeljen mu je naslov zemaljskoga školskoga nadzornika. Klaić je napisao mnogo školskih knjiga, a udžbenici za poljoprivredu Mali ratar i Mali stočar upotrebljavani su i u graničarskim građanskim školama. Bio je suradnik Napretka, a kasnije počinje izdavati i uređivati časopis Školski prijatelj. Za svoje je zasluge nagrađen zlatnim križem za zasluge te je od carice i kraljice Elizabete dobio zlatnu iglu poprsnicu s dijamantima za svoju knjigu Praktisch-theoretischer Lehrgang der kroatischen Sprache. A za sav svoj doprinos nagrađen je imenovanjem počasnim građaninom grada Varaždina. Umro je 16. svibnja 1887. godine.